# Lustre (гурт)
«Lustre» (англ. «сяйво») — one-man band проєкт зі Швеції. Основною відмінністю музики Lustre від більшості блек-метал колективів є переважання клавішних та синтезаторів над гітарами та вокалом, відсутність скріму або гроулу у вокальних партіях. Основними темами у композиціях є поклоніння природі та містицизм, однак пісні зі словами зустрічаються досить рідко, більшість — інструментальні.

## Історія
проєкт заснований Хенріком Сундінгом (під псевдонімом Nachtzeit) у 2008 році. Того ж року Сундінг видає перше EP Serenity на лейблі Heidens Hart тиражем в 250 копій на касетах, а пізніше перевиданий на CD лейблом Kunsthauch, у який увійшли два трека, однак рев'ю критиків досить відрізняються. У піснях переважають клавішні партії, які повторюються, а гітари створюють «мелодичну задню стіну шуму». Вокальні партії, а саме гучний шепіт, порівнюють з Burzum.
У 2009 році побачив світ новий повноформатний альбом Night Spirit на лейблі De Tenebrarum Principio. У вересні цього ж року виходить однотрековий демо-запис Neath the Black Veil, а у грудні — другий міні-альбом Welcome Winter. У 2010 році Nachtzeit видав ще один повноформатний альбом A Glimpse of Glory.
У березні 2012 року видано альбом They Awoke to the Scent of Spring.
Після недовгої перерви, Хенрік підпсує контракт з лейблом Nordvis Produktion. Згодом, у квітні цього ж року на лейблі виходить EP Of Strength and Solace.
Протягом своєї активної музичної діяльності Nachtzeit брав участь у багатьох проєктах. Nachtzeit був ударником в Hypothermia, виконував роль ударника, басиста і гітариста у Durthang. Також спільно з Doriath, Nachtzeit грав на гітарі і був вокалістом в гурті Life Neglected. Norden (він же Nachtzeit) пише музику для гурту Mortem Parto Humano. У 2010-му році Nachtzeit познайомив слухачів з дебютною роботою свого нового проєкту Starlit, який виконаний в стилі Lustre, але з більш ембіентною основою.
Згодом, стало відомо про ще один сайд-проєкт Хенріка — Last Hearth, основою якого є композиції, натхнені Джорджем Мартіном та його книгою «Пісня льоду та Полум'я». За словами Nachtzeit, «музика присвячена темним морозним північним регіонам Вестероса».
Пізніше, у вересні 2013 року виходить четвертий альбом Wonder, а в жовтні того ж року світ побачив міні-альбом A Spark Of Times Of Old. Далі йдуть спліти з таким гуртами, як Feigur, Aus Der Transzendenz, Elderwind. У 2015 році виходить міні-альбом Phantom, а в квітні того ж року Lustre випускає свій п'ятий повноформатний альбом Blossom.
3 листопада 2017 року видано шостий альбом Still Innocence.
16 лютого 2018 року виходить сингл The First Snow.

## Учасники
- Nachtzeit — всі інструменти, вокал

## Дискографія

### Студійні альбоми
- 2009 — Night Spirit
- 2010 — A Glimpse of Glory
- 2012 — They Awoke to the Scent of Spring
- 2013 — Wonder
- 2015 — Blossom
- 2017 — Still Innocence

### EP та сингли
- 2008 — Serenity
- 2009 — Welcome Winter
- 2012 — Of Strength and Solace
- 2013 — A Spark of Times of Old
- 2014 — Neath Rock and Stone
- 2015 — Phantom
- 2015 — Nestle Within
- 2018 — The First Snow

### Спліт-альбоми
- 2012 — Feigur/Lustre (спліт з Feigur)
- 2013 — Vixerunt (спліт з Aus Der Transzendenz)
- 2014 — Through the Ocean to the Stars (спліт з Elderwind)

### Компіляції
- 2013 — Lost in Lustrous Night Skies

### Демо-альбоми
- 2009 — Neath the Black Veil